# Jana Novotná

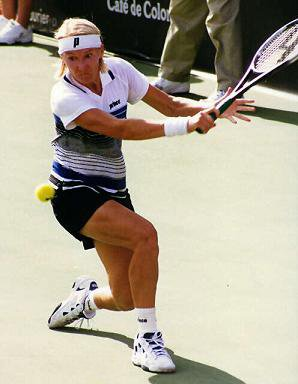
Jana Novotná in juni 2003

Jana Novotná (Brno, 2 oktober 1968 – 19 november 2017) was een professioneel tennisspeelster uit Tsjechië.

## Loopbaan
In het enkelspel won zij in haar loopbaan 24 WTA-toernooien waaronder in 1998 de Wimbledon-titel. Op de Olympische spelen van 1996 won zij een bronzen medaille. Haar hoogste WTA-rang is de tweede plaats, bereikt in 1997.
In het vrouwendubbelspel won zij 76 WTA-titels waaronder twaalf op de grandslamtoernooien. Zowel op de Olympische spelen van 1988 in Seoel als die van 1996 in Atlanta won zij zilveren medailles, samen met Helena Suková. Haar hoogste WTA-rang is de eerste plaats, bereikt in 1990.
In het gemengd dubbelspel won zij vijf titels: vier op de grandslamtoernooien (alle met de Amerikaan Jim Pugh) en één in de Hopman Cup (waar zij met Petr Korda Tsjechië vertegenwoordigde).
In de periode 1987–1998 maakte Novotná deel uit van het Tsjechische dan wel Tsjecho-Slowaakse Fed Cup-team – zij behaalde daar een winst/verlies-balans van 33–12. In 1988 ging zij met de beker naar huis, na winst op de Sovjet-Unie in de finale.
Anders dan vele andere vrouwelijke kampioenen uit haar tijd, was Jana Novotná niet tevreden met baseline-duels. Deze atletische vrouw was een complete speelster die ook het serve-and-volley-spel effectief beoefende. In het vrouwentennis beheerste niemand in die periode het spel aan het net beter dan zij. Haar topjaren waren van de tweede helft van de jaren 80 tot ver in de jaren 90 van de 20e eeuw.
Novotná maakte veel indruk op de tennisfans toen zij in 1993 de Wimbledon-finale verloor van Steffi Graf, na in de laatste set met 4-1 voor gestaan te hebben. Bij de prijsuitreiking barstte zij in tranen uit. De Hertogin van Kent troostte haar met de woorden "Je gaat hier een keer winnen." Dat gebeurde inderdaad vijf jaar later.
In 2005 werd zij opgenomen in de internationale Tennis Hall of Fame. Zij overleed op 49-jarige leeftijd aan de gevolgen van kanker.

## Grandslamtitels

### Enkelspel (1)
- Wimbledon 1998

### Vrouwendubbelspel (12)
- Wimbledon 1989 met Helena Suková
- Australian Open 1990 met Helena Suková
- Roland Garros 1990 met Helena Suková
- Wimbledon 1990 met Helena Suková
- Roland Garros 1991 met Gigi Fernández
- US Open 1994 met Arantxa Sánchez Vicario
- Australian Open 1995 met Arantxa Sánchez Vicario
- Wimbledon 1995 met Arantxa Sánchez Vicario
- US Open 1997 met Lindsay Davenport
- Roland Garros 1998 met Martina Hingis
- Wimbledon 1998 met Martina Hingis
- US Open 1998 met Martina Hingis

### Gemengd dubbelspel (4)
- Australian Open 1988 met Jim Pugh
- US Open 1988 met Jim Pugh
- Australian Open 1989 met Jim Pugh
- Wimbledon 1989 met Jim Pugh

## Posities op deWTA-ranglijst
Positie per einde seizoen:
| jaar | rang enkelspel | rang dubbelspel |
| ---- | -------------- | --------------- |
| 1985 | 306            | –               |
| 1986 | 171            | 137             |
| 1987 | 47             | 24              |
| 1988 | 36             | 13              |
| 1989 | 11             | 5               |
| 1990 | 13             | 2               |
| 1991 | 7              | 1               |
| 1992 | 10             | 4               |
| 1993 | 6              | 4               |
| 1994 | 4              | 4               |
| 1995 | 11             | 2               |
| 1996 | 5              | 3               |
| 1997 | 2              | 6               |
| 1998 | 3              | 3               |

## Resultaten grandslamtoernooien
| Legenda | Legenda                          |
| ------- | -------------------------------- |
| g.t.    | geen toernooi gehouden           |
| l.c.    | lagere categorie                 |
| –       | niet deelgenomen                 |
| G       | uitgeschakeld in de groepsfase   |
| 1R      | uitgeschakeld in de eerste ronde |
| 2R      | uitgeschakeld in de tweede ronde |
| 3R      | uitgeschakeld in de derde ronde  |
| 4R      | uitgeschakeld in de vierde ronde |
| KF      | uitgeschakeld in de kwartfinale  |
| HF      | uitgeschakeld in de halve finale |
| F       | de finale verloren               |
| W       | het toernooi gewonnen            |
| w-v     | winst/verlies-balans             |

### Enkelspel
| toernooi        | 1986 | 1987 | 1988 | 1989 | 1990 | 1991 | 1992 | 1993 | 1994 | 1995 | 1996 | 1997 | 1998 | 1999 | w-v   |
| --------------- | ---- | ---- | ---- | ---- | ---- | ---- | ---- | ---- | ---- | ---- | ---- | ---- | ---- | ---- | ----- |
| Australian Open | g.t. | –    | 1R   | 3R   | 3R   | F    | 4R   | 2R   | KF   | 4R   | –    | –    | –    | 3R   | 23-9  |
| Roland Garros   | 1R   | 3R   | 1R   | KF   | HF   | KF   | 4R   | KF   | 1R   | 3R   | HF   | 3R   | KF   | 4R   | 38-14 |
| Wimbledon       | 1R   | 4R   | 2R   | 4R   | KF   | 2R   | 3R   | F    | KF   | HF   | KF   | F    | W    | KF   | 50-13 |
| US Open         | –    | 4R   | 1R   | 2R   | KF   | 4R   | 1R   | 4R   | HF   | KF   | KF   | KF   | HF   | 3R   | 38-13 |

### Vrouwendubbelspel
| toernooi        | 1986 | 1987 | 1988 | 1989 | 1990 | 1991 | 1992 | 1993 | 1994 | 1995 | 1996 | 1997 | 1998 | 1999 | w-v   |
| --------------- | ---- | ---- | ---- | ---- | ---- | ---- | ---- | ---- | ---- | ---- | ---- | ---- | ---- | ---- | ----- |
| Australian Open | g.t. | –    | KF   | HF   | W    | F    | KF   | KF   | HF   | W    | –    | –    | –    | 3R   | 36-7  |
| Roland Garros   | 2R   | 3R   | –    | HF   | W    | W    | HF   | F    | –    | F    | HF   | 3R   | W    | KF   | 48-9  |
| Wimbledon       | –    | 2R   | 3R   | W    | W    | F    | F    | F    | F    | W    | KF   | KF   | W    | HF   | 57-9  |
| US Open         | –    | 3R   | 3R   | 3R   | F    | F    | F    | 2R   | W    | KF   | F    | W    | W    | 3R   | 50-10 |

### Gemengd dubbelspel
| Australian Open | W  | W  | –  | –  | – | 10-0 |
| Roland Garros   | –  | –  | –  | 2R | – | 0-1  |
| Wimbledon       | 2R | W  | HF | KF | – | 14-3 |
| US Open         | W  | 2R | –  | –  | F | 10-2 |

## Palmares
| Legenda                |
| ---------------------- |
| Grandslamtoernooi      |
| Olympische Spelen      |
| Year-End Championships |
| Tier I                 |
| Tier II                |
| Tier III               |
| Tier IV & V            |

### Overwinningen op een regerend nummer 1
Novotná heeft vijfmaal een partij tegen een op dat ogenblik heersend leider van de wereldranglijst gewonnen:
| nr. | datum      | toernooi         | ronde        | tegenstandster | score         |         |
| --- | ---------- | ---------------- | ------------ | -------------- | ------------- | ------- |
| 1.  | 1991-01-22 | Australian Open  | kwartfinale  | Steffi Graf    | 5-7, 6-4, 8-6 | details |
| 2.  | 1996-06-04 | Roland Garros    | kwartfinale  | Monica Seles   | 7-6, 6-3      | details |
| 3.  | 1996-07-30 | O.S. Atlanta     | kwartfinale  | Monica Seles   | 7-5, 3-6, 8-6 | details |
| 4.  | 1996-11-17 | WTA Philadelphia | finale       | Steffi Graf    | 6-4, opg.     | details |
| 5.  | 1998-07-02 | Wimbledon        | halve finale | Martina Hingis | 6-4, 6-4      | details |

### WTA-finaleplaatsen enkelspel
| nr.              | finale     | toernooi          | ondergrond    | tegenstandster          | score         |         |
| ---------------- | ---------- | ----------------- | ------------- | ----------------------- | ------------- | ------- |
| gewonnen finales |            |                   |               |                         |               |         |
| 01.              | 1988-12-04 | WTA Adelaide      | hardcourt     | Jana Pospíšilová        | 7-5, 6-4      | details |
| 02.              | 1989-05-28 | WTA Straatsburg   | gravel        | Patricia Tarabini       | 6-1, 6-2      | details |
| 03.              | 1990-08-12 | WTA Albuquerque   | hardcourt     | Laura Gildemeister      | 6-4, 6-4      | details |
| 04.              | 1991-01-13 | WTA Sydney        | hardcourt     | Arantxa Sánchez Vicario | 6-4, 6-2      | details |
| 05.              | 1991-02-24 | WTA Oklahoma      | hardcourt (i) | Anne Smith              | 3-6, 6-3, 6-2 | details |
| 06.              | 1993-02-14 | WTA Osaka         | tapijt (i)    | Kimiko Date             | 6-3, 6-2      | details |
| 07.              | 1993-10-24 | WTA Brighton      | tapijt (i)    | Anke Huber              | 6-2, 6-4      | details |
| 08.              | 1994-10-02 | WTA Leipzig       | tapijt (i)    | Mary Pierce             | 7-5, 6-1      | details |
| 09.              | 1994-10-23 | WTA Brighton      | tapijt (i)    | Helena Suková           | 6-7, 6-3, 6-4 | details |
| 10.              | 1994-10-30 | WTA Essen         | tapijt (i)    | Iva Majoli              | 6-2, 6-4      | details |
| 11.              | 1995-02-26 | WTA Linz          | tapijt (i)    | Barbara Rittner         | 6-7, 6-3, 6-4 | details |
| 12.              | 1996-05-25 | WTA Madrid        | gravel        | Magdalena Maleeva       | 4-6, 6-4, 6-3 | details |
| 13.              | 1996-10-20 | WTA Zürich        | tapijt (i)    | Martina Hingis          | 6-2, 6-2      | details |
| 14.              | 1996-11-03 | WTA Chicago       | tapijt (i)    | Jennifer Capriati       | 6-4, 3-6, 6-1 | details |
| 15.              | 1996-11-17 | WTA Philadelphia  | tapijt (i)    | Steffi Graf             | 6-4, opg.     | details |
| 16.              | 1997-05-24 | WTA Madrid        | gravel        | Monica Seles            | 7-5, 6-1      | details |
| 17.              | 1997-09-28 | WTA Leipzig       | tapijt (i)    | Amanda Coetzer          | 6-2, 4-6, 6-3 | details |
| 18.              | 1997-11-02 | WTA Moskou        | tapijt (i)    | Ai Sugiyama             | 6-3, 6-4      | details |
| 19.              | 1997-11-23 | WTA Championships | tapijt (i)    | Mary Pierce             | 7-6, 6-2, 6-3 | details |
| 20.              | 1998-03-01 | WTA Linz          | tapijt (i)    | Dominique Van Roost     | 6-1, 7-6      | details |
| 21.              | 1998-06-20 | WTA Eastbourne    | gras          | Arantxa Sánchez Vicario | 6-1, 7-5      | details |
| 22.              | 1998-07-04 | Wimbledon         | gras          | Nathalie Tauziat        | 6-4, 7-6      | details |
| 23.              | 1998-07-12 | WTA Praag         | gravel        | Sandrine Testud         | 6-3, 6-0      | details |
| 24.              | 1999-02-21 | WTA Hannover      | tapijt (i)    | Venus Williams          | 6-4, 6-4      | details |
| verloren finales |            |                   |               |                         |               |         |
| 01.              | 1988-01-03 | WTA Brisbane      | gras          | Pam Shriver             | 6-7, 6-7      | details |
| 02.              | 1989-05-07 | WTA Hamburg       | gravel        | Steffi Graf             | forfait       | details |
| 03.              | 1989-10-22 | WTA Zürich        | tapijt (i)    | Steffi Graf             | 1-6, 6-7      | details |
| 04.              | 1991-01-26 | Australian Open   | hardcourt     | Monica Seles            | 7-5, 3-6, 1-6 | details |
| 05.              | 1991-10-06 | WTA Leipzig       | tapijt (i)    | Steffi Graf             | 3-6, 3-6      | details |
| 06.              | 1992-02-16 | WTA Chicago       | tapijt (i)    | Martina Navrátilová     | 6-7, 6-4, 5-7 | details |
| 07.              | 1992-10-04 | WTA Leipzig       | tapijt (i)    | Steffi Graf             | 3-6, 6-1, 4-6 | details |
| 08.              | 1992-10-25 | WTA Brighton      | tapijt (i)    | Steffi Graf             | 6-4, 4-6, 6-7 | details |
| 09.              | 1993-07-03 | Wimbledon         | gras          | Steffi Graf             | 6-7, 6-1, 4-6 | details |
| 10.              | 1993-10-03 | WTA Leipzig       | tapijt (i)    | Steffi Graf             | 2-6, 0-6      | details |
| 11.              | 1996-02-25 | WTA Essen         | tapijt (i)    | Iva Majoli              | 5-7, 6-1, 6-7 | details |
| 12.              | 1997-02-23 | WTA Hannover      | tapijt (i)    | Iva Majoli              | 6-4, 6-7, 4-6 | details |
| 13.              | 1997-06-22 | WTA Eastbourne    | gras          | Arantxa Sánchez Vicario | regen         | details |
| 14.              | 1997-07-05 | Wimbledon         | gras          | Martina Hingis          | 6-2, 3-6, 3-6 | details |
| 15.              | 1998-02-22 | WTA Hannover      | tapijt (i)    | Patty Schnyder          | 0-6, 6-2, 5-7 | details |
| 16.              | 1998-05-03 | WTA Hamburg       | gravel        | Martina Hingis          | 3-6, 5-7      | details |
| 17.              | 1998-08-30 | WTA New Haven     | hardcourt     | Steffi Graf             | 4-6, 1-6      | details |

### WTA-finaleplaatsen vrouwendubbelspel
| nr.              | finale     | toernooi          | ondergrond    | partner                 | tegenstandsters                             | score          |         |
| ---------------- | ---------- | ----------------- | ------------- | ----------------------- | ------------------------------------------- | -------------- | ------- |
| gewonnen finales |            |                   |               |                         |                                             |                |         |
| 01.              | 1987-05-24 | WTA Straatsburg   | gravel        | Catherine Suire         | Kathleen Horvath Marcella Mesker            | 6-0, 6-2       | details |
| 02.              | 1987-08-09 | WTA San Diego     | hardcourt     | Catherine Suire         | Elise Burgin Sharon Walsh-Pete              | 6-3, 6-4       | details |
| 03.              | 1987-09-27 | WTA Hamburg       | gravel        | Claudia Kohde-Kilsch    | Natalja Bykova Leila Meschi                 | 7-6, 7-6       | details |
| 04.              | 1988-02-28 | WTA Oklahoma      | tapijt (i)    | Catherine Suire         | Catarina Lindqvist Tine Scheuer-Larsen      | 6-4, 6-4       | details |
| 05.              | 1988-05-08 | WTA Rome          | gravel        | Catherine Suire         | Jenny Byrne Janine Tremelling               | 6-3, 4-6, 7-5  | details |
| 06.              | 1988-07-31 | WTA Hamburg       | gravel        | Tine Scheuer-Larsen     | Andrea Betzner Judith Wiesner               | 6-4, 6-2       | details |
| 07.              | 1988-08-21 | WTA Montréal      | hardcourt     | Helena Suková           | Zina Garrison Pam Shriver                   | 7-6, 7-6       | details |
| 08.              | 1988-08-28 | WTA Mahwah        | hardcourt     | Helena Suková           | Gigi Fernández Robin White                  | 6-3, 6-2       | details |
| 09.              | 1989-01-08 | WTA Brisbane      | hardcourt     | Helena Suková           | Patty Fendick Jill Hetherington             | 6-7, 6-1, 6-2  | details |
| 10.              | 1989-03-19 | WTA Boca Raton    | hardcourt     | Helena Suková           | Jo Durie Mary Joe Fernandez                 | 6-4, 6-2       | details |
| 11.              | 1989-04-02 | WTA Miami         | hardcourt     | Helena Suková           | Gigi Fernández Lori McNeil                  | 7-6, 6-4       | details |
| 12.              | 1989-04-30 | WTA Barcelona     | gravel        | Tine Scheuer-Larsen     | Arantxa Sánchez Judith Wiesner              | 6-2, 2-6, 7-6  | details |
| 13.              | 1989-07-09 | Wimbledon         | gras          | Helena Suková           | Larisa Savtsjenko Natallja Zverava          | 6-1, 6-2       | details |
| 14.              | 1989-10-22 | WTA Zürich        | tapijt (i)    | Helena Suková           | Nathalie Tauziat Judith Wiesner             | 6-3, 3-6, 6-4  | details |
| 15.              | 1990-01-07 | WTA Brisbane      | hardcourt     | Helena Suková           | Hana Mandlíková Pam Shriver                 | 6-3, 6-1       | details |
| 16.              | 1990-01-14 | WTA Sydney        | hardcourt     | Helena Suková           | Larisa Savtsjenko Natallja Zverava          | 6-3, 7-5       | details |
| 17.              | 1990-01-28 | Australian Open   | hardcourt     | Helena Suková           | Patty Fendick Mary Joe Fernandez            | 7-6, 7-6       | details |
| 18.              | 1990-03-04 | WTA Indian Wells  | hardcourt     | Helena Suková           | Gigi Fernández Martina Navrátilová          | 6-2, 7-6       | details |
| 19.              | 1990-03-11 | WTA Boca Raton    | hardcourt     | Helena Suková           | Elise Burgin Wendy Turnbull                 | 6-4, 6-2       | details |
| 20.              | 1990-03-25 | WTA Miami         | hardcourt     | Helena Suková           | Betsy Nagelsen Robin White                  | 6-4, 6-3       | details |
| 21.              | 1990-06-10 | Roland Garros     | gravel        | Helena Suková           | Larisa Savtsjenko Natallja Zverava          | 6-4, 7-5       | details |
| 22.              | 1990-07-08 | Wimbledon         | gras          | Helena Suková           | Kathy Jordan Elizabeth Smylie               | 6-3, 6-4       | details |
| 23.              | 1990-08-19 | WTA Los Angeles   | hardcourt     | Gigi Fernández          | Mercedes Paz Gabriela Sabatini              | 6-3, 4-6, 6-4  | details |
| 24.              | 1991-01-06 | WTA Brisbane      | hardcourt     | Gigi Fernández          | Patty Fendick Helena Suková                 | 6-3, 6-1       | details |
| 25.              | 1991-02-17 | WTA Chicago       | tapijt (i)    | Gigi Fernández          | Martina Navrátilová Pam Shriver             | 6-2, 6-4       | details |
| 26.              | 1991-05-05 | WTA Hamburg       | gravel        | Larisa Savtsjenko       | Arantxa Sánchez Vicario Helena Suková       | 7-5, 6-1       | details |
| 27.              | 1991-06-09 | Roland Garros     | gravel        | Gigi Fernández          | Larisa Savtsjenko Natallja Zverava          | 6-4, 6-0       | details |
| 28.              | 1991-08-24 | WTA Washington    | hardcourt     | Larisa Savtsjenko       | Gigi Fernández Natallja Zverava             | 5-7, 6-1, 7-6  | details |
| 29.              | 1991-10-13 | WTA Zürich        | tapijt (i)    | Andrea Strnadová        | Zina Garrison Lori McNeil                   | 6-4, 6-3       | details |
| 30.              | 1991-10-20 | WTA Filderstadt   | hardcourt (i) | Martina Navrátilová     | Pam Shriver Natallja Zverava                | 6-2, 5-7, 6-4  | details |
| 31.              | 1991-11-17 | WTA Philadelphia  | tapijt (i)    | Larisa Savtsjenko       | Mary Joe Fernandez Zina Garrison            | 6-2, 6-4       | details |
| 32.              | 1992-01-05 | WTA Brisbane      | hardcourt     | Larisa Savtsjenko       | Manon Bollegraf Nicole Provis               | 6-4, 6-3       | details |
| 33.              | 1992-03-29 | WTA Wesley Chapel | gravel        | Larisa Neiland          | Arantxa Sánchez Vicario Natallja Zverava    | 6-4, 6-2       | details |
| 34.              | 1992-05-17 | WTA Berlijn       | gravel        | Larisa Neiland          | Gigi Fernández Natallja Zverava             | 7-6, 4-6, 7-5  | details |
| 35.              | 1992-06-20 | WTA Eastbourne    | gras          | Larisa Neiland          | Mary Joe Fernandez Zina Garrison            | 6-0, 6-3       | details |
| 36.              | 1992-08-30 | WTA San Diego     | hardcourt     | Larisa Neiland          | Conchita Martínez Mercedes Paz              | 6-1, 6-4       | details |
| 37.              | 1992-10-04 | WTA Leipzig       | tapijt (i)    | Larisa Neiland          | Patty Fendick Andrea Strnadová              | 7-5, 7-6       | details |
| 38.              | 1992-10-25 | WTA Brighton      | tapijt (i)    | Larisa Neiland          | Conchita Martínez Radomira Zrubáková        | 6-4, 6-1       | details |
| 39.              | 1993-02-14 | WTA Osaka         | tapijt (i)    | Larisa Neiland          | Magdalena Maleeva Manuela Maleeva-Fragnière | 6-1, 6-3       | details |
| 40.              | 1993-02-21 | WTA Parijs        | tapijt (i)    | Andrea Strnadová        | Jo Durie Catherine Suire                    | 7-6, 6-2       | details |
| 41.              | 1993-03-21 | WTA Miami         | hardcourt     | Larisa Neiland          | Jill Hetherington Kathy Rinaldi             | 6-2, 7-5       | details |
| 42.              | 1993-05-09 | WTA Rome          | gravel        | Arantxa Sánchez Vicario | Mary Joe Fernandez Zina Garrison            | 6-4, 6-2       | details |
| 43.              | 1993-08-22 | WTA Toronto       | hardcourt     | Larisa Neiland          | Arantxa Sánchez Vicario Helena Suková       | 6-1, 6-2       | details |
| 44.              | 1994-03-06 | WTA Delray Beach  | hardcourt     | Arantxa Sánchez Vicario | Manon Bollegraf Helena Suková               | 6-2, 6-0       | details |
| 45.              | 1994-03-27 | WTA Wesley Chapel | gravel        | Arantxa Sánchez Vicario | Gigi Fernández Natallja Zverava             | 6-2, 7-5       | details |
| 46.              | 1994-05-01 | WTA Hamburg       | gravel        | Arantxa Sánchez Vicario | Jevgenia Manjoekova Leila Meschi            | 6-3, 6-2       | details |
| 47.              | 1994-08-07 | WTA San Diego     | hardcourt     | Arantxa Sánchez Vicario | Ginger Helgeson Rachel McQuillan            | 6-3, 6-3       | details |
| 48.              | 1994-09-11 | US Open           | hardcourt     | Arantxa Sánchez Vicario | Katerina Maleeva Robin White                | 6-3, 6-3       | details |
| 49.              | 1995-01-15 | WTA Sydney        | hardcourt     | Lindsay Davenport       | Patty Fendick Mary Joe Fernandez            | 7-5, 2-6, 6-4  | details |
| 50.              | 1995-01-29 | Australian Open   | hardcourt     | Arantxa Sánchez Vicario | Gigi Fernández Natallja Zverava             | 6-3, 6-7, 6-4  | details |
| 51.              | 1995-03-12 | WTA Delray Beach  | hardcourt     | Mary Joe Fernandez      | Lori McNeil Larisa Neiland                  | 6-4, 6-0       | details |
| 52.              | 1995-03-26 | WTA Miami         | hardcourt     | Arantxa Sánchez Vicario | Gigi Fernández Natallja Zverava             | 7-5, 2-6, 6-3  | details |
| 53.              | 1995-06-25 | WTA Eastbourne    | gras          | Arantxa Sánchez Vicario | Gigi Fernández Natallja Zverava             | 0-6, 6-3, 6-4  | details |
| 54.              | 1995-07-09 | Wimbledon         | gras          | Arantxa Sánchez Vicario | Gigi Fernández Natallja Zverava             | 5-7, 7-5, 6-4  | details |
| 55.              | 1995-11-19 | WTA Championships | tapijt (i)    | Arantxa Sánchez Vicario | Gigi Fernández Natallja Zverava             | 6-2, 6-1       | details |
| 56.              | 1996-02-18 | WTA Parijs        | tapijt (i)    | Kristie Boogert         | Julie Halard-Decugis Nathalie Tauziat       | 6-4, 6-3       | details |
| 57.              | 1996-03-30 | WTA Miami         | hardcourt     | Arantxa Sánchez Vicario | Meredith McGrath Larisa Neiland             | 6-4, 6-4       | details |
| 58.              | 1996-04-07 | WTA Hilton Head   | gravel        | Arantxa Sánchez Vicario | Gigi Fernández Mary Joe Fernandez           | 6-2, 6-3       | details |
| 59.              | 1996-05-25 | WTA Madrid        | gravel        | Arantxa Sánchez Vicario | Sabine Appelmans Miriam Oremans             | 7-6, 6-2       | details |
| 60.              | 1996-06-22 | WTA Eastbourne    | gras          | Arantxa Sánchez Vicario | Rosalyn Nideffer Pam Shriver                | 4-6, 7-5, 6-4  | details |
| 61.              | 1996-10-13 | WTA Filderstadt   | hardcourt (i) | Nicole Arendt           | Martina Hingis Helena Suková                | 6-2, 6-3       | details |
| 62.              | 1997-02-16 | WTA Parijs        | tapijt (i)    | Martina Hingis          | Alexandra Fusai Rita Grande                 | 6-3, 6-0       | details |
| 63.              | 1997-04-13 | WTA Amelia Island | gravel        | Lindsay Davenport       | Nicole Arendt Manon Bollegraf               | 6-3, 6-0       | details |
| 64.              | 1997-05-18 | WTA Berlijn       | gravel        | Lindsay Davenport       | Gigi Fernández Natallja Zverava             | 6-2, 3-6, 6-2  | details |
| 65.              | 1997-09-07 | US Open           | hardcourt     | Lindsay Davenport       | Gigi Fernández Natallja Zverava             | 6-3, 6-4       | details |
| 66.              | 1997-09-28 | WTA Leipzig       | tapijt (i)    | Martina Hingis          | Yayuk Basuki Helena Suková                  | 6-2, 6-2       | details |
| 67.              | 1997-11-23 | WTA Championships | tapijt (i)    | Lindsay Davenport       | Alexandra Fusai Nathalie Tauziat            | 6-7, 6-3, 6-2  | details |
| 68.              | 1998-03-28 | WTA Miami         | hardcourt     | Martina Hingis          | Arantxa Sánchez Vicario Natallja Zverava    | 6-2, 3-6, 6-3  | details |
| 69.              | 1998-06-07 | Roland Garros     | gravel        | Martina Hingis          | Lindsay Davenport Natallja Zverava          | 6-1, 7-6       | details |
| 70.              | 1998-06-20 | WTA Eastbourne    | gras          | Mariaan de Swardt       | Arantxa Sánchez Vicario Natallja Zverava    | 6-1, 6-3       | details |
| 71.              | 1998-07-05 | Wimbledon         | gras          | Martina Hingis          | Lindsay Davenport Natallja Zverava          | 6-3, 3-6, 8-6  | details |
| 72.              | 1998-08-23 | WTA Montréal      | hardcourt     | Martina Hingis          | Yayuk Basuki Caroline Vis                   | 6-3, 6-4       | details |
| 73.              | 1998-09-13 | US Open           | hardcourt     | Martina Hingis          | Lindsay Davenport Natallja Zverava          | 6-3, 6-3       | details |
| 74.              | 1999-03-28 | WTA Miami         | hardcourt     | Martina Hingis          | Mary Joe Fernandez Monica Seles             | 0-6, 6-4, 7-6  | details |
| 75.              | 1999-04-04 | WTA Hilton Head   | gravel        | Jelena Lichovtseva      | Barbara Schett Patty Schnyder               | 6-1, 6-4       | details |
| 76.              | 1999-08-22 | WTA Toronto       | hardcourt     | Mary Pierce             | Larisa Neiland Arantxa Sánchez Vicario      | 6-3, 2-6, 6-3  | details |
| verloren finales |            |                   |               |                         |                                             |                |         |
| 01.              | 1987-11-01 | WTA Zürich        | tapijt (i)    | Catherine Suire         | Nathalie Herreman Pascale Paradis           | 3-6, 6-2, 3-6  | details |
| 02.              | 1988-02-21 | WTA Oakland       | tapijt (i)    | Hana Mandlíková         | Rosie Casals Martina Navrátilová            | 4-6, 4-6       | details |
| 03.              | 1988-03-06 | WTA Wichita       | hardcourt (i) | Catherine Suire         | Natalja Bykova Svetlana Parchomenko         | 3-6, 4-6       | details |
| 04.              | 1988-10-01 | O.S. Seoel        | hardcourt     | Helena Suková           | Zina Garrison Pam Shriver                   | 6-4, 2-6, 8-10 | details |
| 05.              | 1988-12-04 | WTA Adelaide      | hardcourt     | Lori McNeil             | Sylvia Hanika Claudia Kohde-Kilsch          | 5-7, 7-6, 4-6  | details |
| 06.              | 1989-05-07 | WTA Hamburg       | gravel        | Helena Suková           | Isabelle Demongeot Nathalie Tauziat         | forfait        | details |
| 07.              | 1989-06-25 | WTA Eastbourne    | gras          | Helena Suková           | Katrina Adams Zina Garrison                 | 3-6, opg.      | details |
| 08.              | 1989-10-29 | WTA Brighton      | tapijt (i)    | Hana Mandlíková         | Katrina Adams Lori McNeil                   | 6-4, 6-7, 4-6  | details |
| 09.              | 1989-11-12 | WTA Chicago       | tapijt (i)    | Helena Suková           | Larisa Savtsjenko Natallja Zverava          | 3-6, 6-2, 3-6  | details |
| 10.              | 1990-05-20 | WTA Berlijn       | gravel        | Hana Mandlíková         | Nicole Provis Elna Reinach                  | 2-6, 1-6       | details |
| 11.              | 1990-09-09 | US Open           | hardcourt     | Helena Suková           | Gigi Fernández Martina Navrátilová          | 2-6, 4-6       | details |
| 12.              | 1990-11-11 | WTA Worcester     | tapijt (i)    | Mary Joe Fernandez      | Gigi Fernández Helena Suková                | 6-3, 3-6, 3-6  | details |
| 13.              | 1991-01-13 | WTA Sydney        | hardcourt     | Gigi Fernández          | Arantxa Sánchez Vicario Helena Suková       | 1-6, 4-6       | details |
| 14.              | 1991-01-27 | Australian Open   | hardcourt     | Gigi Fernández          | Patty Fendick Mary Joe Fernandez            | 6-7, 1-6       | details |
| 15.              | 1991-03-24 | WTA Miami         | hardcourt     | Gigi Fernández          | Mary Joe Fernandez Zina Garrison            | 5-7, 2-6       | details |
| 16.              | 1991-06-23 | WTA Eastbourne    | gras          | Gigi Fernández          | Larisa Savtsjenko Natallja Zverava          | 6-2, 4-6, 4-6  | details |
| 17.              | 1991-07-07 | Wimbledon         | gras          | Gigi Fernández          | Larisa Savtsjenko Natallja Zverava          | 4-6, 6-3, 4-6  | details |
| 18.              | 1991-09-08 | US Open           | hardcourt     | Larisa Savtsjenko       | Pam Shriver Natallja Zverava                | 4-6, 6-4, 6-7  | details |
| 19.              | 1991-11-24 | WTA Championships | tapijt (i)    | Gigi Fernández          | Martina Navrátilová Pam Shriver             | 6-4, 5-7, 4-6  | details |
| 20.              | 1992-04-05 | WTA Hilton Head   | gravel        | Larisa Neiland          | Arantxa Sánchez Vicario Natallja Zverava    | 4-6, 2-6       | details |
| 21.              | 1992-04-12 | WTA Amelia Island | gravel        | Zina Garrison           | Arantxa Sánchez Vicario Natallja Zverava    | 1-6, 0-6       | details |
| 22.              | 1992-07-05 | Wimbledon         | gras          | Larisa Neiland          | Gigi Fernández Natallja Zverava             | 4-6, 1-6       | details |
| 23.              | 1992-09-13 | US Open           | hardcourt     | Larisa Neiland          | Gigi Fernández Natallja Zverava             | 6-7, 1-6       | details |
| 24.              | 1992-11-22 | WTA Championships | tapijt (i)    | Larisa Neiland          | Arantxa Sánchez Vicario Helena Suková       | 6-7, 1-6       | details |
| 25.              | 1993-03-07 | WTA Delray Beach  | hardcourt     | Larisa Neiland          | Gigi Fernández Natallja Zverava             | 2-6, 2-6       | details |
| 26.              | 1993-05-02 | WTA Hamburg       | gravel        | Larisa Neiland          | Steffi Graf Rennae Stubbs                   | 4-6, 6-7       | details |
| 27.              | 1993-06-06 | Roland Garros     | gravel        | Larisa Neiland          | Gigi Fernández Natallja Zverava             | 3-6, 5-7       | details |
| 28.              | 1993-06-19 | WTA Eastbourne    | gras          | Larisa Neiland          | Gigi Fernández Natallja Zverava             | 6-2, 5-7, 1-6  | details |
| 29.              | 1993-07-04 | Wimbledon         | gras          | Larisa Neiland          | Gigi Fernández Natallja Zverava             | 4-6, 7-6, 4-6  | details |
| 30.              | 1993-10-03 | WTA Leipzig       | tapijt (i)    | Larisa Neiland          | Gigi Fernández Natallja Zverava             | 3-6, 2-6       | details |
| 31.              | 1993-11-21 | WTA Championships | tapijt (i)    | Larisa Neiland          | Gigi Fernández Natallja Zverava             | 3-6, 5-7       | details |
| 32.              | 1994-01-16 | WTA Sydney        | hardcourt     | Arantxa Sánchez Vicario | Patty Fendick Meredith McGrath              | 2-6, 3-6       | details |
| 33.              | 1994-05-15 | WTA Berlijn       | gravel        | Arantxa Sánchez Vicario | Gigi Fernández Natallja Zverava             | 3-6, 6-7       | details |
| 34.              | 1994-07-03 | Wimbledon         | gras          | Arantxa Sánchez Vicario | Gigi Fernández Natallja Zverava             | 4-6, 1-6       | details |
| 35.              | 1994-08-14 | WTA Los Angeles   | hardcourt     | Lisa Raymond            | Julie Halard Nathalie Tauziat               | 1-6, 6-0, 1-6  | details |
| 36.              | 1994-10-23 | WTA Brighton      | tapijt (i)    | Mary Joe Fernandez      | Manon Bollegraf Larisa Neiland              | 6-4, 2-6, 3-6  | details |
| 37.              | 1994-11-20 | WTA Championships | tapijt (i)    | Arantxa Sánchez Vicario | Gigi Fernández Natallja Zverava             | 3-6, 7-6, 3-6  | details |
| 38.              | 1995-06-11 | Roland Garros     | gravel        | Arantxa Sánchez Vicario | Gigi Fernández Natallja Zverava             | 7-6, 4-6, 5-7  | details |
| 39.              | 1996-08-03 | O.S. Atlanta      | hardcourt     | Helena Suková           | Gigi Fernández Mary Joe Fernandez           | 6-7, 4-6       | details |
| 40.              | 1996-09-08 | US Open           | hardcourt     | Arantxa Sánchez Vicario | Gigi Fernández Natallja Zverava             | 6-1, 1-6, 4-6  | details |
| 41.              | 1996-11-24 | WTA Championships | tapijt (i)    | Arantxa Sánchez Vicario | Lindsay Davenport Mary Joe Fernandez        | 3-6, 2-6       | details |
| 42.              | 1997-04-06 | WTA Hilton Head   | gravel        | Lindsay Davenport       | Mary Joe Fernandez Martina Hingis           | 5-7, 6-4, 1-6  | details |
| 43.              | 1997-10-12 | WTA Filderstadt   | hardcourt (i) | Lindsay Davenport       | Martina Hingis Arantxa Sánchez Vicario      | 6-7, 6-3, 6-7  | details |
| 44.              | 1997-11-16 | WTA Philadelphia  | tapijt (i)    | Lindsay Davenport       | Lisa Raymond Rennae Stubbs                  | 3-6, 5-7       | details |
| 45.              | 1998-05-03 | WTA Hamburg       | gravel        | Martina Hingis          | Barbara Schett Patty Schnyder               | 6-7, 6-3, 3-6  | details |
| 46.              | 1998-08-30 | WTA New Haven     | hardcourt     | Mariaan de Swardt       | Alexandra Fusai Nathalie Tauziat            | 1-6, 0-6       | details |
| 47.              | 1999-02-07 | WTA Tokio         | tapijt (i)    | Martina Hingis          | Lindsay Davenport Natallja Zverava          | 2-6, 3-6       | details |
| 48.              | 1999-03-13 | WTA Indian Wells  | hardcourt     | Mary Joe Fernandez      | Martina Hingis Anna Koernikova              | 2-6, 2-6       | details |
| 49.              | 1999-05-02 | WTA Hamburg       | gravel        | Amanda Coetzer          | Larisa Neiland Arantxa Sánchez Vicario      | 2-6, 1-6       | details |
| 50.              | 1999-05-16 | WTA Berlijn       | gravel        | Patricia Tarabini       | Alexandra Fusai Nathalie Tauziat            | 3-6, 5-7       | details |
| 51.              | 1999-06-19 | WTA Eastbourne    | gras          | Natallja Zverava        | Martina Hingis Anna Koernikova              | 4-6, opg.      | details |
| 52.              | 1999-08-28 | WTA New Haven     | hardcourt     | Jelena Lichovtseva      | Lisa Raymond Rennae Stubbs                  | 6-7, 2-6       | details |

### WTA-finaleplaatsen gemengd dubbelspel
| nr.              | finale     | toernooi        | ondergrond    | partner         | tegenstanders                     | score         |         |
| ---------------- | ---------- | --------------- | ------------- | --------------- | --------------------------------- | ------------- | ------- |
| gewonnen finales |            |                 |               |                 |                                   |               |         |
| 1.               | 1988-01-24 | Australian Open | hardcourt     | Jim Pugh        | Martina Navrátilová Tim Gullikson | 5-7, 6-2, 6-4 | details |
| 2.               | 1988-09-11 | US Open         | hardcourt     | Jim Pugh        | Elizabeth Smylie Patrick McEnroe  | 7-5, 6-3      | details |
| 3.               | 1989-01-29 | Australian Open | hardcourt     | Jim Pugh        | Zina Garrison Sherwood Stewart    | 6-3, 6-4      | details |
| 4.               | 1989-07-09 | Wimbledon       | gras          | Jim Pugh        | Jenny Byrne Mark Kratzmann        | 6-4, 5-7, 6-4 | details |
| 5.               | 1994-01-07 | Hopman Cup      | hardcourt (i) | Petr Korda      | Anke Huber Bernd Karbacher        | 2–1           | details |
| verloren finales |            |                 |               |                 |                                   |               |         |
| 1.               | 1994-09-11 | US Open         | hardcourt     | Todd Woodbridge | Elna Reinach Patrick Galbraith    | 2-6, 4-6      | details |